# Le Mesnil-sur-Blangy
Le Mesnil-sur-Blangy é uma comuna francesa na região administrativa da Normandia, no departamento Calvados. Estende-se por uma área de 7,45 km². Em 2010 a comuna tinha 170 habitantes (densidade: 22,8 hab./km²).